# Дом на хумора и сатирата
Домът на хумора и сатирата е музей в Габрово с национално и световно значение. Сградата му се намира в централната част на града. Целта на музея е да популяризира хумора на народите в областта на изобразителното изкуство, литературата и фолклора, веселите празници и маскарадни традиции по света. Домът на хумора и сатирата има девиз: „Светът е оцелял, защото се е смял!“
Емблемата му представлява земен глобус с котешки очи и уши, за да вижда и чува всичко смешно по света подобно на котката – символа на габровския хумор.
Домът на хумора и сатирата разполага с девет изложбени зали, библиотека, звукозаписно студио, конферентна зала, щанд за сувенири и издания, безплатен паркинг. Предлага на своите гости четири етажа с постоянни експозиции („Как Габрово стана столица на хумора", „Град градина“, „Сатира и пропаганда“, огледална зала), временни изложби, както и множество атракции – криви огледала, медни чанове, огромна фигура на габровската котка с отрязана опашка и др., както и богат музеен магазин с уникални и разнообразни продукти.
Изложбените зали на музея са с обща площ 4000 кв.м.

## История
Музеят е създаден на 1 април 1972 г. (деня на шегата) като наследник на местния фолклорен хумор и веселите карнавални традиции в българската столица на хумора. Девизът на музея („Светът е оцелял, защото се е смял!“) е предложен от писателя сатирик Радой Ралин. Сградата е проектирана от архитект Карл Кандулков върху основите на стара кожарска фабрика на братя Калпазанови.

## Събития
Основни събития, организирани от Дома на хумора и сатирата:
- Международно биенале на хумора и сатирата в изкуствата (МБХСИ) – от 1973 г. в раздели карикатура, графика, живопис, скулптура, плакат и фотография.
- 1 април – рожден ден на Дома на хумора и сатирата.

## Фонд
Музеят притежава фонд от 37 500 художествени творби от над 9000 автори от 173 страни по света: от тях приблизително 22 000 карикатури, над 3000 сатирични графики, над 1000 живописни творби, около 1000 скулптури, около 9500 фотографии, над 200 плаката, над 300 карнавални костюма и маски.
Домът на хумора и сатирата има и специализирана библиотека от 25 000 заглавия и 1000 тома периодични издания на 35 езика.
Голямата част от тези произведения на изкуството са дарения.
С произведенията от фонда си музеят е организирал над 500 тематични, групови, индивидуални и пътуващи изложби в Европа, Африка, Северна Америка и Близкия изток.

## Парк на смеха
Разположен в непосредствена близост до автогарата и жп гарата, музеят посреща своите посетители с веселия поздрав на любими хумористични герои, чиито скулптурни композиции оформят Парка на смеха:
- известния с хитрините си герой от българския фолклор Хитър Петър;
- най-великия комик на всички времена Чарли Чаплин;
- неразделните Дон Кихот и Санчо Панса;
- огромен слънчев часовник кабарче;
- странната Вавилонска кула от метални отпадъци.

## Галерия
- Бившата кожарска фабрика 1971 г.
- Фасада на Дома на хумора и сатирата със забит в нея стършел
- Санчо Панса – скулптурна композиция на Георги Чапкънов
- Дон Кихот – скулптурна композиция на Георги Чапкънов
- Чарли Чаплин – скулптурна композиция